# Катарамба
Катарамба — река в Эвенкийском районе Красноярского края России, левый приток Нижней Тунгуски. Длина реки — 212 км. Площадь водосборного бассейна — 3720 км².
Река берёт начало на Среднесибирском плоскогорье, к северу от истоков Сурингды, на высоте более 400 м над уровнем моря. В верховьях русло реки описывает полуокружность, огибая с юга горный массив, и устремляется на северо-восток, протекая по холмистой тайге с преобладанием лиственницы, ели и берёзы. Приняв справа Бугаричикан, поворачивает на северо-запад. Умеренно меандрирует, русло участками заболочено. Впадает в Нижнюю Тунгуску по левому берегу на отметке менее 93 м над уровнем моря, ниже впадения Таймуры, в 648 км от устья Нижней Тунгуски. Ширина перед устьем составляет 57 м при глубине 1 м, скорость течения в низовьях — 0,6 м/с. 

## Основные притоки
Указаны поименованные притоки длиной 20 км и более
| Название   | Расстояние от устья | Длина | Положение |
| ---------- | ------------------- | ----- | --------- |
| Диктэнгдэ  | 29                  | 22    | левый     |
| Аяктакан   | 80                  | 21    | правый    |
| Игопчу     | 84                  | 49    | правый    |
| Делингдэ   | 99                  | 28    | левый     |
| Чоморокон  | 100                 | 20    | правый    |
| Нирунгда   | 125                 | 26    | левый     |
| Амнуннакан | 129                 | 21    | правый    |
| Тимошка    | 145                 | 22    | правый    |

## Данные водного реестра
По данным государственного водного реестра России и геоинформационной системы водохозяйственного районирования территории РФ, подготовленной Федеральным агентством водных ресурсов:
- Бассейновый округ — Енисейский
- Речной бассейн — Енисей
- Речной подбассейн — Нижняя Тунгуска
- Водохозяйственный участок — Нижняя Тунгуска от водомерного поста посёлка Тура до водомерного поста посёлка Учами
- Код водного объекта — 17010700312116100087660